# CFosSpeed
cFosSpeed ist eine Software-Lösung für Traffic-Shaping für das Betriebssystem Microsoft Windows. Sie verbessert die Internet-Latenz, ohne die Datenübertragungsrate dabei nennenswert zu senken. Das Programm fügt sich selbst als Treiber in den Windows-Protokollstapel ein und führt dort eine Paket-Inspektion sowie eine Layer-7-Protokoll-Analyse aus.
Sie wird daher unter anderem häufig von Onlinespielern und Internet-Telefonie-Nutzern verwendet.

## Funktionsweise
Die Software teilt Datenpakete in verschiedene Klassen ein. Dieses geschieht durch vom Benutzer festlegbare Filter. Der Datenstrom kann daher unter anderem anhand des Programmnamens, des Layer-7-Protokolls (zum Beispiel FTP, SSH, HTTP), des TCP- oder des UDP-Ports oder anhand von DSCP-Flags priorisiert werden.
Ausgehende Datenpakete werden nicht direkt versendet. Stattdessen werden die Pakete erst in eine Warteschlange eingeordnet und anschließend anhand ihrer Priorität abgeschickt. Auf diese Weise werden Pakete, die dringend benötigt werden, vor weniger (zeit)kritischen Paketen versandt.
Traffic-Shaping stellt daher sicher, dass auch bei größeren Datenübertragungen interaktive Verbindungen wie SSH, VNC, Internet-Telefonie, Onlinespielen flüssig reagieren und auch andere zeitkritische Pakete schnell verschickt werden. Dazu kommt, dass schnelles Verschicken von (TCP-)ACK-Signalen Downloads bei überlastetem Upload beschleunigen kann. Das liegt daran, dass der Server erst weitere Daten schickt, wenn der Empfang vorhergehender Pakete bestätigt wurde (TCP-Flusssteuerung).
CFosSpeed verhindert außerdem Netzwerküberlastungen bei Downloads, indem es das TCP-Fenster verringert und so verhindert, dass der Server zu viele Daten verschickt.
Zusätzlich verfügt cFosSpeed über einen Paketfilter-Firewall, eine Online-Zeit- und Volumenkontrolle, einen designbaren Netzwerkmonitor und vieles andere. So gibt es beispielsweise eine (Computer-)Sprache mit der Experten ihre eigenen Netzwerkklassen schreiben können.

## Ähnliche Produkte
- NetLimiter
- TrafficShaperXP
- Wondershaper